# 張時孜
張時孜（1470年—？），字惟善，浙江宁波府鄞县人，民籍，明朝政治人物。

## 生平
弘治八年乙卯科浙江鄉試第五十二名舉人。弘治十二年（1499年）中式己未科會試第二十九名，三甲第一百七十名進士。官江西萍乡知县。著有《岫云稿》。兄时敏，字日新，有《洞云稿》。

## 家族
曾祖张公晔；祖张纯；父张忱。母梁氏。慈侍下。兄時敏（義官）、時政。弟時敬。